# Майер, Герман Франк
Герман Франк Майер (нем.  Hermann Frank Meyer ; 26 сентября 1940 Ганновер—12 апреля 2009 Riepholm) — немецкий историк и публицист.
Известен как исследователь преступлений Вермахта на территории Греции, в годы Второй мировой войны.

## Биография
Майер родился в 1940 году в Ганновере.
Учился экономическим наукам в Германии, Париже и в США.
С 1966 года обосновался в Брюсселе, работал в автомобильной промышленности и возглавил европейский филиал американской компании.
В 1968 году он стал одним из основателей бельгийского отделения Международной амнистии.
В 1980 году он основал свою собственную станкостроительную фирму.
Майер был легкоатлетом, бегал на Марафонской дистанции и отличился в Триатлоне.
Он также был яхтсменом и обошёл Европу на яхте, от Норвегии до Ближнего Востока.
Но будучи предпринимателем, с 1990 года Мейер посвятил свою оставшуюся жизнь историческим исследованиям.
В знак признания его исследований, посвящённых зверствам Вермахта на территории Греции, в 2002 году Майер стал почётным гражданином общины Коммено в Эпире и в 2005 году федеральный президент Германии Рау, Йоханнес, вручил ему Орден «За заслуги перед Федеративной Республикой Германия».
Герман Майер погиб 12 апреля 2009 года, в дорожном происшествии, во время своей тренировки на велосипеде (триатлон) в Северной Германии, недалеко от его отцовского дома.
Майер был женат и имел двух детей.

## Отец
Майер впервые занялся историческими исследованиями в 1963 году.
Побуждением стало его личное исследование гибели отца, в годы Второй мировой войны, на территории оккупированной Греции.
Его отец, учитель и офицер запаса, был мобилизован в железнодорожные части Вермахта в звании Oberzahlmeister.
Специальным составом был отправлен в Грецию, для поддержания железнодорожной сети, подвергавшейся диверсионным актам греческих партизан.
В ноябре 1942 года ремонтировал взорванный партизанами мост на реке Горгопотамос.
Отец был взят в плен партизанами ЭЛАС и после суда, в присутствии британских офицеров в селе Колокитиа, восточной Средней Греции, был расстрелян 9 апреля 1943 года, вместе с другими 30 немецкими солдатами и австрийкой переводчицей Трут Ранвайн.

## Историк
Плодом 25-летних исследований Майера стала его первая книга, Поиск в Греции. Человеческие трагедии в греческой освободительной борьбе 1941—1944.
Майер продолжил исследование этого периода, сконцентрировав своё внимание на истреблении населения села Коммено в Эпире 16-8-1943 (см. Резня в Коммено).
После чего исследовал деятельность 117-я егерской дивизии, произведшей резню в Калаврита на Пелопоннесе и подготовил материал для соответствующего документального телевизионного фильма.
Затем Майер переключился на кровавую деятельность горно-стрелковой дивизии «Эдельвейс» летом 1943 года в Эпире и на острове Кефалиния, где дивизия отличилась в бойне итальянских солдат дивизии Акви.
Исследования Майера основывались как на изучение документов из немецких и других архивов, так и на и на изучении событий на местах преступлений и интервью участников и свидетелей событий в Греции и других странах.
В ходе работы для написания книги о деятельности дивизии «Эдельвейс», Майер посетил более 200 сёл Эпира.
Кроме фактов десятков военных преступлений, Майер отмечает факт переговоров между правой организацией Республиканская лига и оккупационными войсками.
Книга Blutiges Edelweiss (Кровавый Эдельвейс) вышла на немецком в 2008 году. Последствием издания книги стало возобновление немецкой прокуратурой расследований преступлений Вермахта на территории Греции.
Характерен тот факт, что капитан Альфреда Шрепель, один из основных ответственных за массовое убийство в Лингиадесе в 1943 году:54, притворился глухим, но через несколько дней после допроса умер от волнения.

## Работы

### Книги
- Поиск в Греции. Человеческие трагедии в греческой освободительной борьбе 1941—1944 (Vermißt in Griechenland. Schicksale im griechischen Freiheitskampf 1941—1944, 1992, ελληνική έκδοση Καλέντης 1995 ISBN 960-219-057-4
  - Vermißt in Griechenland. Schicksale im griechischen Freiheitskampf 1941—1944, Berlin 1992, ISBN 3-89009-376-0
- Коммено — Повествование -реконструкция преступления Вермахта в Греции (Kommeno: erzählende Rekonstruktion eines Wehrmachtsverbrechens in Griechenland), ελληνική έκδοση Καλέντης 1998, ISBN 960-219-089-2
  - Kommeno: erzählende Rekonstruktion eines Wehrmachtsverbrechens in Griechenland, Köln 1999, ISBN 3-929889-34-X
- Из Вены в Калаврита. Кровавые следы 117-й егерской дивизии в Сербии и Греции (Von Wien nach Kalavryta: die blutige Spur der 117. Jäger-Division durch Serbien und Griechenland) 2002, ελληνική έκδοση Βιβλιοπωλείον της Εστίας 2004 ISBN 960-05-1112-8
  - Von Wien nach Kalavryta: die blutige Spur der 117. Jäger-Division durch Serbien und Griechenland, Mannheim 2002, ISBN 3-933925-22-3
- Кровавый Эдельвейс. 1-я горная дивизия, 22-й корпус армии и их преступная деятельность в Греции, 1943—1944 (2 τόμοι) (Blutiges Edelweiß. Die 1. Gebirgs-Division im Zweiten Weltkrieg), ελληνική έκδοση Βιβλιοπωλείον της Εστίας, Αθήνα 2009. ISBN 978-960-05-1423-0 (τόμος Α) και ISBN 978-960-05-1425-4 (τόμος Β)
  - Blutiges Edelweiß. Die 1. Gebirgs-Division im Zweiten Weltkrieg, Ch. Links Verlag, Berlin 2008, ISBN 978-3-86153-447-1 (Online)

### Статьи
- «Η καταστροφή της γέφυρας του Ασωπού», Στρατιωτική Ιστορία, τεύχος 30 Φεβρουάριος 1999.
- «Τα απομνημονεύματα του Χανς Βέντε», Thetis, Mannheim articles on classical archaeology and history of Greece and Cyprus 5/6, Mannheim 1999.
- «Μουσιωτίτσα — Κομμένο — Λιγγιάδες», Orte des Grauens. Verbrechen im Zweiten Weltkrieg, Gerd R. Ueberschär (επιμ.), Darmstadt: Primus-Verlag, 2003.